# Аркадія (Оклахома)
Аркадія (англ. Arcadia) — місто (англ. town) в США, в окрузі Оклахома штату Оклахома. Населення — 169 осіб (2020).

## Географія
Аркадія розташована за координатами 35°39′56″ пн. ш. 97°19′32″ зх. д. / 35.66556° пн. ш. 97.32556° зх. д. (35.665487, -97.325515).  За даними Бюро перепису населення США в 2010 році місто мало площу 3,93 км², уся площа — суходіл.

## Демографія
Згідно з переписом 2010 року, у місті мешкало 247 осіб у 93 домогосподарствах у складі 56 родин. Густота населення становила 63 особи/км².  Було 113 помешкання (29/км²).
Расовий склад населення:
| - 57,9 % — чорних або афроамериканців - 23,9 % — білих - 7,3 % — корінних американців |

До двох чи більше рас належало 10,1 %. Частка іспаномовних становила 2,4 % від усіх жителів.
За віковим діапазоном населення розподілялося таким чином: 25,1 % — особи молодші 18 років, 57,9 % — особи у віці 18—64 років, 17,0 % — особи у віці 65 років та старші. Медіана віку мешканця становила 44,5 року. На 100 осіб жіночої статі у місті припадало 105,8 чоловіків;  на 100 жінок у віці від 18 років та старших — 107,9 чоловіків також старших 18 років.
За межею бідності перебувало 31,0 % осіб, у тому числі 19,0 % дітей у віці до 18 років та 0,0 % осіб у віці 65 років та старших.
Цивільне працевлаштоване населення становило 64 особи. Основні галузі зайнятості: освіта, охорона здоров'я та соціальна допомога — 34,4 %, роздрібна торгівля — 23,4 %, фінанси, страхування та нерухомість — 7,8 %, мистецтво, розваги та відпочинок — 7,8 %.